# بلهارسية يابانية
البلهارسية اليابانية أو البلهارسيا اليابانية (بالإنجليزية: Schistosoma japonicum)‏ هي اٍصابة طفيلية كبيرة ومن أحد أهم مسببات البلهارسيا. يصيب على الأقل 31 نوع من الحيوانات البرية منها 9 أكلات لحوم، 16 قوارض، واحد من الرئيسيات و 2 أكلات حشرات و 3 من الشفعيات. وهو من الأمراض المشتركة.